# カンヴァ
カンヴァ（サンスクリット: कण्व Kaṇva）は古代インドの著名なリシで、『リグ・ヴェーダ』の多くの賛歌がカンヴァの家系の人物によって作られたとされる。後世の叙事詩やプラーナ文献ではシャクンタラーの育ての親として知られる。

## ヴェーダ
『リグ・ヴェーダ』巻1の前半（第1-50賛歌）および巻8の前半（第1-48および60-66賛歌）の多くはカンヴァ家の人物によって書かれ:11-12、賛歌の中にもカンヴァおよびカンヴァ家の名前がしばしば登場する。これらの賛歌ではトゥルヴァシャ（トゥルヴァス）族およびヤドゥ族の名前がしばしば登場し（例えば8.4.7）、この2つの部族と同盟関係にあったようである:158-159。
ヘルマン・オルデンベルクによる『リグ・ヴェーダ』の成立史によると、最初に『リグ・ヴェーダ』が編纂されたときにはこれらの賛歌は含まれておらず、後に追加されたことがわかっている。ミヒャエル・ヴィツェルによると、最初『リグ・ヴェーダ』はバラタ族によって編纂されたが、カンヴァ家はおそらく十王戦争でバラタ族の敵であったプール族の側についていたために賛歌が収録されなかった。後にバラタ族とプール族の間で同盟が結ばれたためにカンヴァ家の作品が追加されたのかもしれないという:263-264。

## 系譜
『リグ・ヴェーダ』の作者索引『アヌクラマニー』 (Anukramaṇī) によると、カンヴァの父称はガウラ(Ghaura)、すなわちゴーラの子とされる。『リグ・ヴェーダ』はゴーラについて何も言及していないが、『カウシータキ・ブラーフマナ』30.6や『チャーンドーギヤ・ウパニシャッド』3.17などでアーンギラサ、すなわちアンギラスの子とされている。後世のプラーナ文献でも通常カンヴァをアンギラスの一族とする。
ただし『マハーバーラタ』巻1の有名なシャクンタラーの話ではカンヴァをカシュヤパの一族としていて以上と異なる。
『マハーバーラタ』巻12ではカンヴァをメーダーティティの息子としているが、普通は逆にメーダーティティがカンヴァの息子とされる。メーダーティティ（メーディヤーティティとも）はカンヴァとともに『リグ・ヴェーダ』で言及され、またいくつかの賛歌の作者ともされる。

## 庵
『マハーバーラタ』巻3でカンヴァの庵（アーシュラマ）はプラヴェーニー川（不明）の北岸にあったとされる。巻1のシャクンタラーの話ではマーリニー川（不明）沿いにカンヴァの庵があったとしている。

## シャクンタラー
『マハーバーラタ』巻1において、プール族のドゥフシャンタ（ドゥシヤンタ、ドゥシュマンタとも）王がカンヴァ仙の庵を訪れたときにシャクンタラーに会った。彼女はもともとヴィシュヴァーミトラ仙とアプサラスのメーナカーの間に生まれたが、両親に棄てられて禿鷹（シャクンタ）に育てられていたのをカンヴァが発見し、養女として育てていたのだった:1.96-105。ドゥフシャンタ王とシャクンタラーの間に生まれたバラタは成長すると世界を支配してチャクラヴァルティン（転輪王）あるいはサールヴァバウマと呼ばれ、牛や馬を供犠として捧げる盛大な祭儀を行ったが、カンヴァが彼の行なう供犠の主な祭官だった。

## 説話集のカンヴァ
『ヴェーターラ・パンチャヴィンシャティカー』（屍鬼二十五話）の「生贄の少年はなぜ笑ったか」において、チトラクータ王チャンドラーヴァローカは湖で水浴する娘に一目惚れした。彼女がカンヴァ仙とアプサラスのメーナカーの間に生まれたインディーヴァラプラバーと知ると、王はカンヴァの庵を訪問して彼女を妻にしたいと申しでた。結婚は許され、王はインディーヴァラプラバーをチトラクータに連れ帰った。しかしブラフマラークシャサのジヴァーラームカは自分の土地に彼らが勝手に入ったことを怒り、罰として7歳のバラモンの少年を生贄として捧げるように命じた。